# 121132 Garydavis
121132 Garydavis este o planetă minoră (asteroid) din centura de asteroizi. A fost descoperită pe 8 mai 1999 la Catalina Station⁠(d) de Catalina Sky Survey. 
Obiectul prezintă o orbită caracterizată de o semiaxă mare de 2,3375321135859 UAi, o excentricitate de 0,11, o înclinație de 7,2 ° în raport cu ecliptica.